# Dipsastraea veroni
Espèce
Dipsastraea veroni est une espèce de coraux appartenant à la famille des Merulinidae.